# Acalolepta sikkimensis
Acalolepta sikkimensis es una especie de escarabajo longicornio del género Acalolepta, tribu Monochamini, subfamilia Lamiinae. Fue descrita científicamente por Breuning en 1935.
Se distribuye por India. Mide aproximadamente 11-15 milímetros de longitud.